# Bernat III de Comenge
Bernat III de Comenge, també conegut com a Dodon de Samatan († 1176/1183) va ser senyor de Saves, de Samatan i de Muret (1145-1176) i comte de Comenge (1153-1176).

## Biografia
Era fill de Bernat I i de Dias de Samatan. Va heretar el comtat de Comenge després de la mort del seu germà gran, Bernat II (c. 1153), després de la qual cosa va canviar el nom que havia rebut al néixer, Dodon, al de Bernat.
Bernat III va ampliar la ciutat de Muret i hi va fer construir l'església de Sant Jaume.
El 1176 va abdicar, davant la qual cosa va assignar al seu segon fill Roger una part del comtat de Coserans, amb el títol de vescomte, i al tercer fill de Guiu la senyoria de Saves.
Morí entre 1176 i 1183.

## Núpcies i descendència
El 1150 es va casar amb Llorença de Tolosa (c. 1132 - c. 1180), filla il·legítima del comte Alfons Jordà. D'aquest matrimoni en nasqueren els següents fillsː
- Bernat IV († 22 de febrer de 1225), comte de Comenge,
- Roger I (m. abans del 3 d'abril de 1211), vescomte de Coserans
- Guiu, senyor de Saves, casat amb Auda de Peguilhan
- Fortan, Senyor d'Asp (per matrimoni), casat amb la filla d'Arnau Ramon II, Senyor d'Asp.